# Gestreifte Mormonentulpe
Die Gestreifte Mormonentulpe (Calochortus macrocarpus) ist eine Pflanzenart aus der Gattung Mormonentulpen (Calochortus) in der Familie der Liliengewächse (Liliaceae).

## Merkmale
Die Gestreifte Mormonentulpe ist eine herbst- bis frühjahrsgrüne,  ausdauernde krautige Pflanze, die Wuchshöhen von 20 bis 50 Zentimeter erreicht. Dieser Geophyt bildet Zwiebeln als Überdauerungsorgane. Am Stängelgrund sind Brutzwiebeln zu finden. Die Grundblätter sind zur Blütezeit verwittert.
Die zwittrige Blüte ist radiärsymmetrisch und dreizählig. Von den zwei mal drei 4 bis 6 Zentimeter großen Blütenhüllblättern sind die inneren purpurn und haben an der Unterseite einen grünen Mittelstreifen. Die Nektardrüsen sind dreieckig-pfeilförmig. Die Kapselfrucht ist aufrecht.
Die Blütezeit liegt im August, zum Teil schon im Juli.

## Vorkommen
Die Gestreifte Mormonentulpe kommt von Nordost-Kalifornien und Nord-Nevada bis zum südlichen British Columbia und Montana in Artemisia-Gebüsch sowie in Gelbkiefernwäldern auf Vulkanböden in Höhenlagen von 300 bis 2700 Meter vor.

## Systematik
Man kann zwei Varietäten unterscheiden:   
- Calochortus macrocarpus var. macrocarpus: Sie kommt vom westlichen Kanada bis zu den westlichen Vereinigten Staaten vor.[1]
- Calochortus macrocarpus var. maculosus (A.Nelson & J.F.Macbr.) A.Nelson & J.F.Macbr.: Sie kommt vom südöstlichen Washington bis zum westlichen Idaho vor.[1]

## Belege
- Eckehart J. Jäger, Friedrich Ebel, Peter Hanelt, Gerd K. Müller (Hrsg.): Rothmaler Exkursionsflora von Deutschland. Band 5: Krautige Zier- und Nutzpflanzen. Spektrum Akademischer Verlag, Berlin Heidelberg 2008, ISBN 978-3-8274-0918-8.